# Kazimierz Zając (działacz kombatancki)
Kazimierz Zając (ur. 19 grudnia 1923 w Jasieniu, zm. 8 kwietnia 2018) – polski działacz kombatancki, więzień niemieckich obozów koncentracyjnych.

## Życiorys
Przyszedł na świat jako syn Wojciecha i Michaliny. 3 maja 1940 roku, w czasie okupacji niemieckiej, został aresztowany w Brzesku i osadzony w więzieniu w Tarnowie. 14 czerwca 1940 roku został deportowany w pierwszym transporcie więźniów politycznych do obozu Auschwitz-Birkenau (numer obozowy 261). Więźniem KL Auschwitz-Birkenau był do 1944, potem był jeszcze więźniem KL Buchenwald. Po wojnie studiował na Akademii Handlowej w Krakowie i pracował między innymi w okocimskim browarze. Był założycielem i wieloletnim prezesem brzeskiego koła Polskiego Związku Wędkarskiego (PZW). Jest Honorowym Obywatelem Miasta Brzeska. Był jednym z bohaterów filmu dokumentalnego „Koledzy. Portrety z pamięci” (scen. i reż. Gabriela Mruszczak, rok produkcji 2013). Zmarł 8 kwietnia 2018 roku. 

## Wybrane odznaczenia
- Krzyż Komandorski Orderu Odrodzenia Polski (2000)[5]